# Magdalena Fjällström
Magdalena Fjällström (12 gennaio 1995) è un'ex sciatrice alpina svedese.

## Biografia
Magdalena Fjällström ha esordito in una gara FIS il 24 novembre 2010 a Tärnaby, classificandosi 2ª in slalom speciale. Il 6 dicembre 2011 ha debuttato in Coppa Europa a Zinal in slalom speciale, piazzandosi 23ª, e il 15 gennaio successivo ha conquistato la medaglia d'oro nella supercombinata ai I Giochi olimpici giovanili invernali di Innsbruck 2012. Il 27 ottobre 2012 ha esordito in Coppa del Mondo, senza qualificarsi per la seconda manche dello slalom gigante di Sölden, e il 27 novembre dello stesso anno si è aggiudicata il suo primo podio in Coppa Europa, vincendo lo slalom speciale sul tracciato svedese di Vemdalen.
Il 21 febbraio 2013 si è laureata campionessa mondiale juniores nello slalom speciale nell'edizione di Québec 2013 e il 16 marzo successivo ha ottenuto a Lenzerheide nella medesima specialità i primi punti in Coppa del Mondo (17ª). L'anno seguente ha ottenuto il secondo oro ai Mondiali juniores, nella gara a squadre dell'edizione di Jasná 2014; il 13 gennaio 2018 ha conquistato a Zell am See in slalom speciale l'ultima vittoria in Coppa Europa e l'anno dopo ai Mondiali di Åre 2019, sua unica presenza iridata, è stata 30ª nello slalom gigante.
Il 16 marzo 2019 ha ottenuto a Folgaria in slalom gigante l'ultimo podio in Coppa Europa (3ª) e il 16 febbraio 2020 ha ottenuto a Kranjska Gora in slalom speciale il miglior piazzamento in Coppa del Mondo (10ª); si è ritirata durante la stagione 2021-2022 e la sua ultima gara è stata lo slalom speciale di Coppa del Mondo disputato il 4 gennaio a Zagabria Sljeme, non completato dalla Fjällström. Non ha preso parte a rassegne olimpiche.

## Palmarès

### Giochi olimpici giovanili invernali
- 1 medaglia:
  - 1 oro (supercombinata a Innsbruck 2012)

### Mondiali juniores
- 2 medaglie:
  - 2 ori (slalom speciale a Québec 2013; gara a squadre a Jasná 2014)

### Coppa del Mondo
- Miglior piazzamento in classifica generale: 53ª nel 2020

### Coppa Europa
- Miglior piazzamento in classifica generale: 8ª nel 2018
- 9 podi:
  - 3 vittorie
  - 1 secondo posto
  - 5 terzi posti

#### Coppa Europa - vittorie
| Data             | Località    | Paese    | Specialità |
| ---------------- | ----------- | -------- | ---------- |
| 27 novembre 2012 | Vemdalen    | Svezia   | SL         |
| 20 febbraio 2014 | Bad Wiessee | Germania | SL         |
| 13 gennaio 2018  | Zell am See | Austria  | SL         |

Legenda:

SL = slalom speciale

### Australia New Zealand Cup
- Miglior piazzamento in classifica generale: 5ª nel 2018
- 1 podio:
  - 1 secondo posto

### Campionati svedesi
- 3 medaglie[2]:
  - 1 oro (slalom gigante nel 2018)
  - 1 argento (slalom gigante nel 2014)
  - 1 bronzo (slalom speciale nel 2019)